# Glyptothek, München

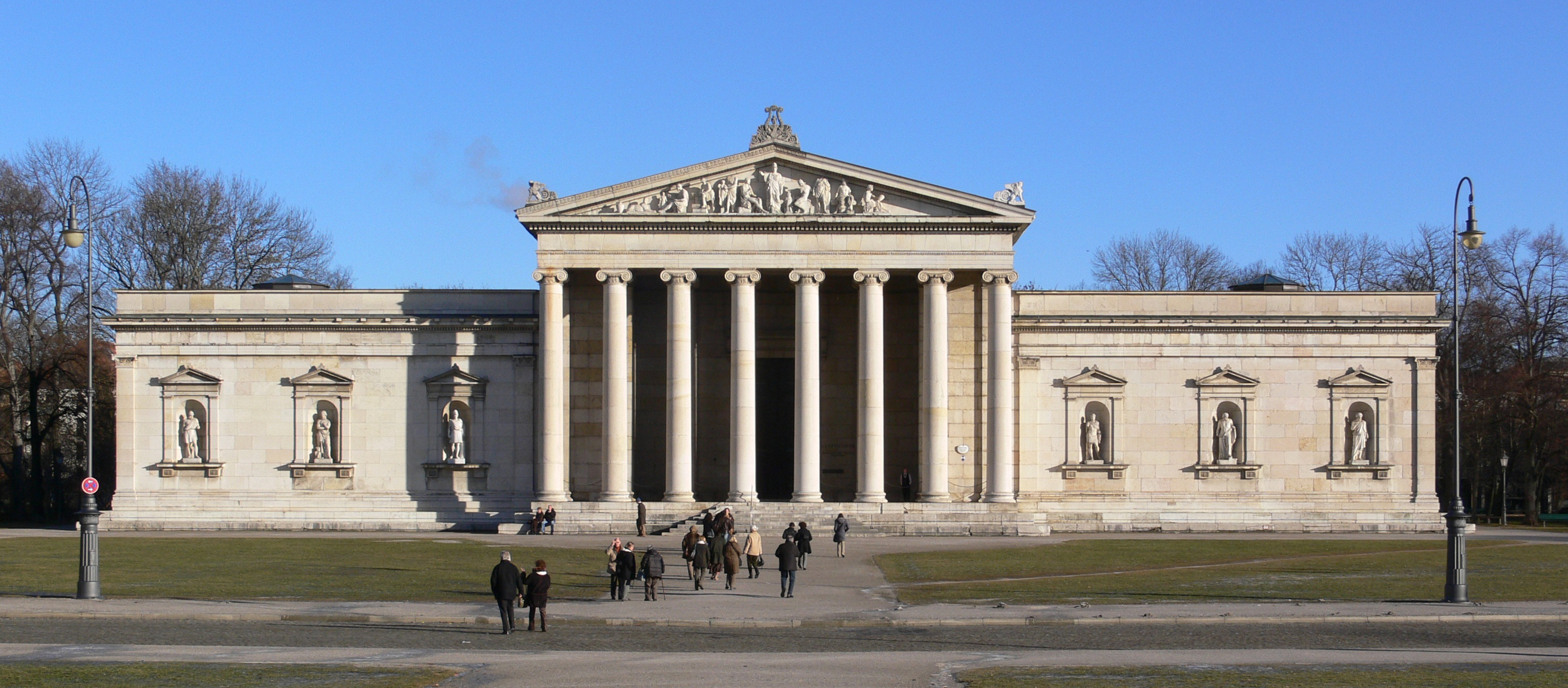
Glyptothek i München.

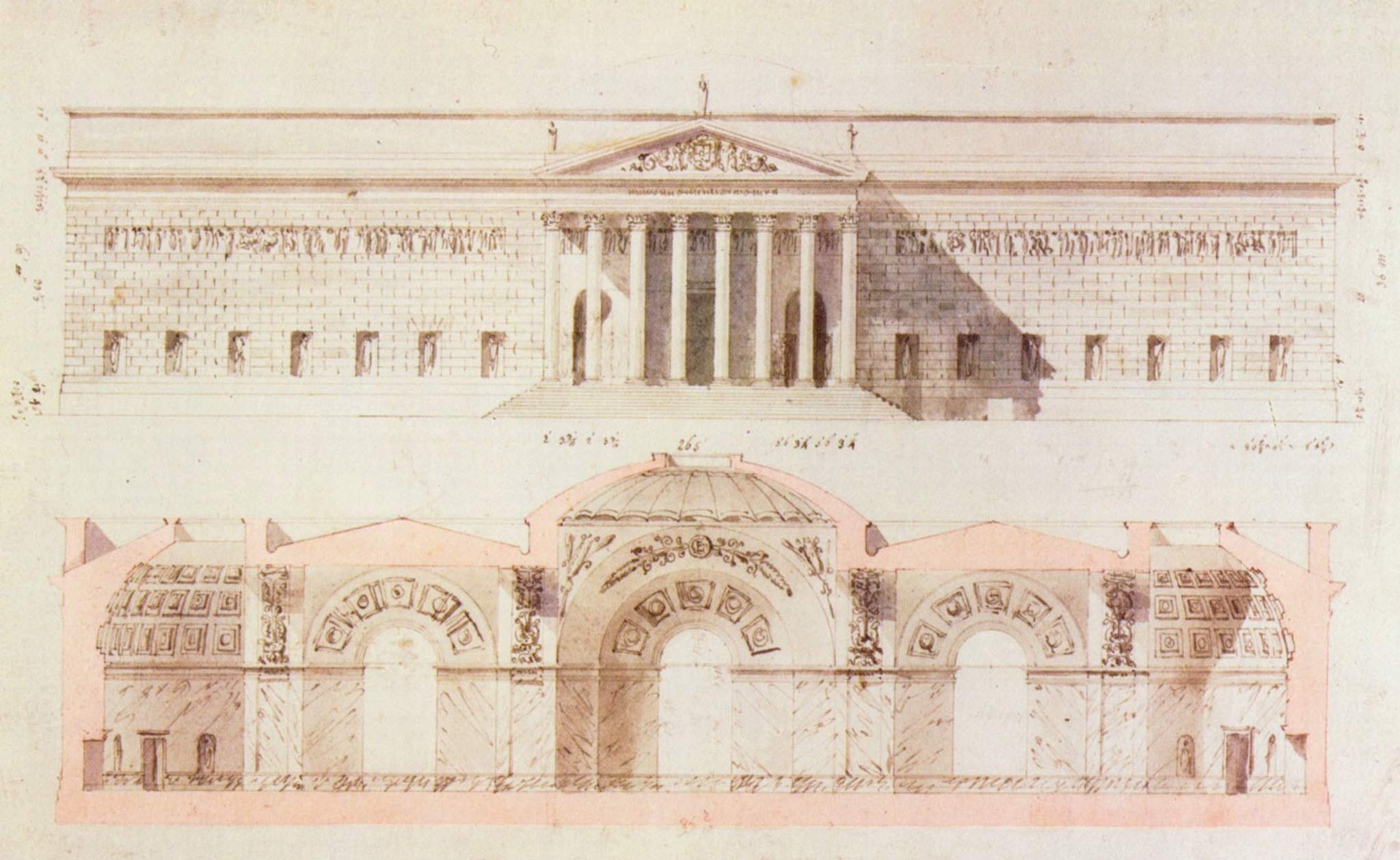
Ritning över Glyptothek 1815.

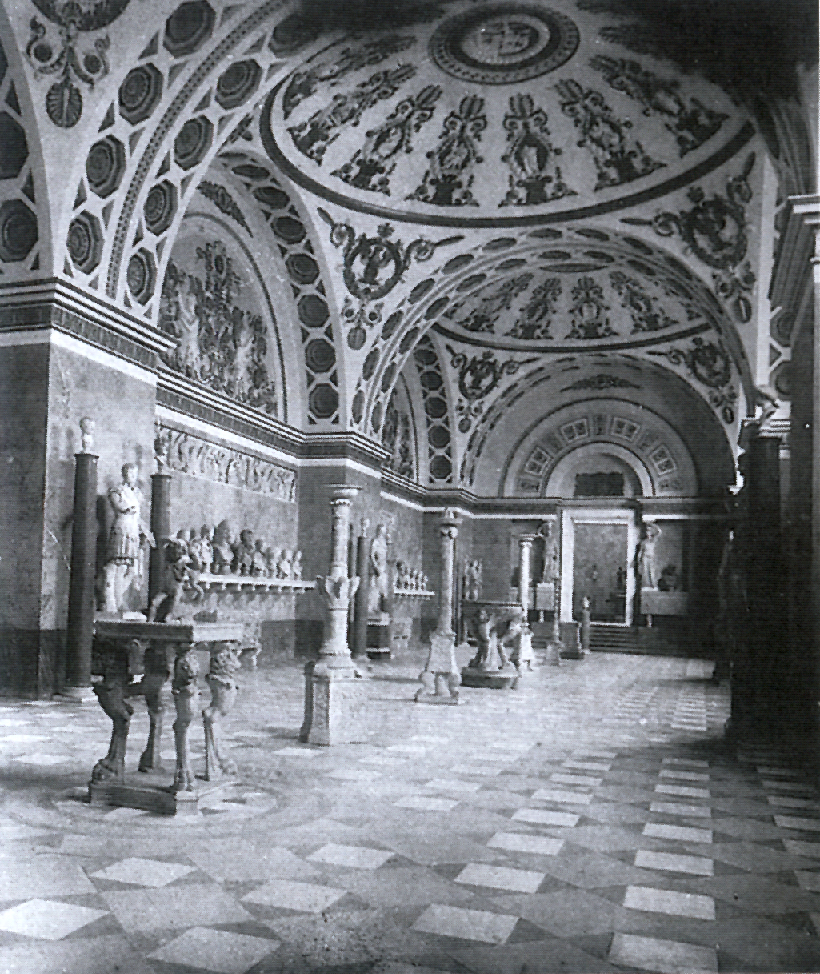
Interiörbild från 1900.

Glyptothek i München är ett skulpturmuseeum för grekisk, romersk och etrustisk konst i München.
Glyptothek ligger i en byggnad vid Königsplatz i Kunstareal München, vilken ritades av Leo von Klenze och uppfördes 1816-30. Initiativtagare till museet var dåvarande kronprinsen Ludwig. Byggnaden är ritad i klassisk grek-romersk stil och innehåller 13 rektangulära, kvadratiska eller runda  rum runt en innergård. Portiken är uppförd med tolv joniska kolonner. Ovanför portiken finns insatt Johann Martin von Wagners skulptur av Athena som beskyddare av skulpturkonsten. 
Ytterväggarna har nischer med 18 grekiska och romerska skulpturer, sex på varje sida utom baksidan. Dessa representerar mytiska eller historiska konstpersonligheter. Mot Königsplatz finns Daedalus, Prometheus, Hadrianus, Perikles, Phidias och Hephaestus. På de västra och östra sidorna finns skulptörer från renässansen och den epok under vilken Glyptothek byggdes, bland andra Bertel Thorvaldsen och Antonio Canova.
Museet, men inte samlingarna, förstördes under de allierades flygbombningar under andra världskriget. Det började återuppbyggas 1947 och återinvigdes 1972. Ursprungligen byggdes museet helt av marmor, men vid återuppbyggnaden uppfördes innerväggarna av tegel, vilket putsades.
Glyptothek visar konstverk från arkaisk tid till romartidens slut omkring 550 efter Kristus.